# ジョン・C・エックルス
ジョン・カリュー・エックルス（ジョン・カルー・エクルズ、John Carew Eccles [- kəˈruː -]、1903年1月27日 - 1997年5月2日）は、オーストラリアのメルボルン生まれの神経生理学者。

## 来歴
メルボルン大学とオックスフォード大学で学ぶ。オックスフォードではイギリスの生理学者、チャールズ・シェリントンと共に、研究に従事。1937年から1966年まで、オーストラリアとニュージーランドで研究と教育に従事する。第二次世界大戦後からオタゴ大学教授、1952年からオーストラリア国立大学教授を歴任。その後、アメリカのシカゴにある生物医学研究所に移り、研究を継続する。1968年にバッファローにあるニューヨーク州立大学に招かれる。
抑制性シナプス後電位（IPSP）の発見により、1960年にコテニウス・メダル、1962年にロイヤル・メダル、1963年にノーベル生理学・医学賞を受賞した。
エックルスの研究室には伊藤正男も留学した。彼は、オーストラリア学士院会員で、イギリス王立科学院会員、国際科学アカデミー会員。1941年王立協会フェロー選出。

## 『自我と脳』
1977年には、カール・ポパーと『自我と脳』(The self and its brain)という本を一緒に書いて、世界的な話題となった。この中で彼は、精神が脳をコントロールしているという二元論を唱えている。彼は物質世界と独立に精神世界が存在すると考え、従って脳にはそのコントロールに関わる接続部（連絡脳）があるはずだと主張したが、これに対しては批判が多い。

## 主な著作
- カール・R・ポパー、ジョン・C・エクルズ（大村裕ほか訳）『自我と脳　新装版』（新思索社、2005』
- ジョン C.エックルス（大野忠雄・齋藤基一郎訳）『自己はどのように脳をコントロールするか』（シュプリンガー・フェアラーク東京、1998）
- ジョン・C・エックルス（伊藤正男訳）『脳の進化』（東京大学出版会、1990）
- ジョン・C・エックルス、ダニエル・N・ロビンソン（大村裕ほか訳）『心は脳を超える : 人間存在の不思議』（紀伊國屋書店、1989）
- J.C.エックルス（鈴木二郎訳）『脳と宇宙への冒険 : 人間の神秘』（海鳴社、1984）